# Raissac-d’Aude
Raissac-d’Aude település Franciaországban, Aude megyében. Lakosainak száma 234 fő (2022. január 1.). Raissac-d’Aude Canet, Marcorignan, Névian, Saint-Nazaire-d’Aude, Ventenac-en-Minervois és Villedaigne községekkel határos.

## Népesség
A település népessége az elmúlt években az alábbi módon változott:
| Lakosok száma | 301  | 238  | 238  | 249  | 244  | 249  | 263  | 262  | 258  | 234  |
|               | 1968 | 1982 | 1990 | 2006 | 2013 | 2015 | 2017 | 2019 | 2020 | 2022 |